# Erland Munch-Petersen
Erland Munch-Petersen (28. marts 1930 i København – 12. maj 1997) var en dansk professor i litteratur.
Munch-Petersen blev student fra Holte Gymnasium i 1949, og blev i 1956 uddannet bibliotekar fra Statens Biblioteksskole. Han blev i 1962 mag.art. i almen og sammenlignende litteraturhistorie fra Københavns Universitet. I 1978 blev han dr.phil. samme sted på afhandlingen Romanens århundrede. Studier i den masselæste oversatte roman i Danmark 1800-1870. 
Han arbejdede som fagleder ved Danmarks Biblioteksskole fra 1969 og var desuden professor ved Göteborgs Universitet. 